# Ewald Kienle

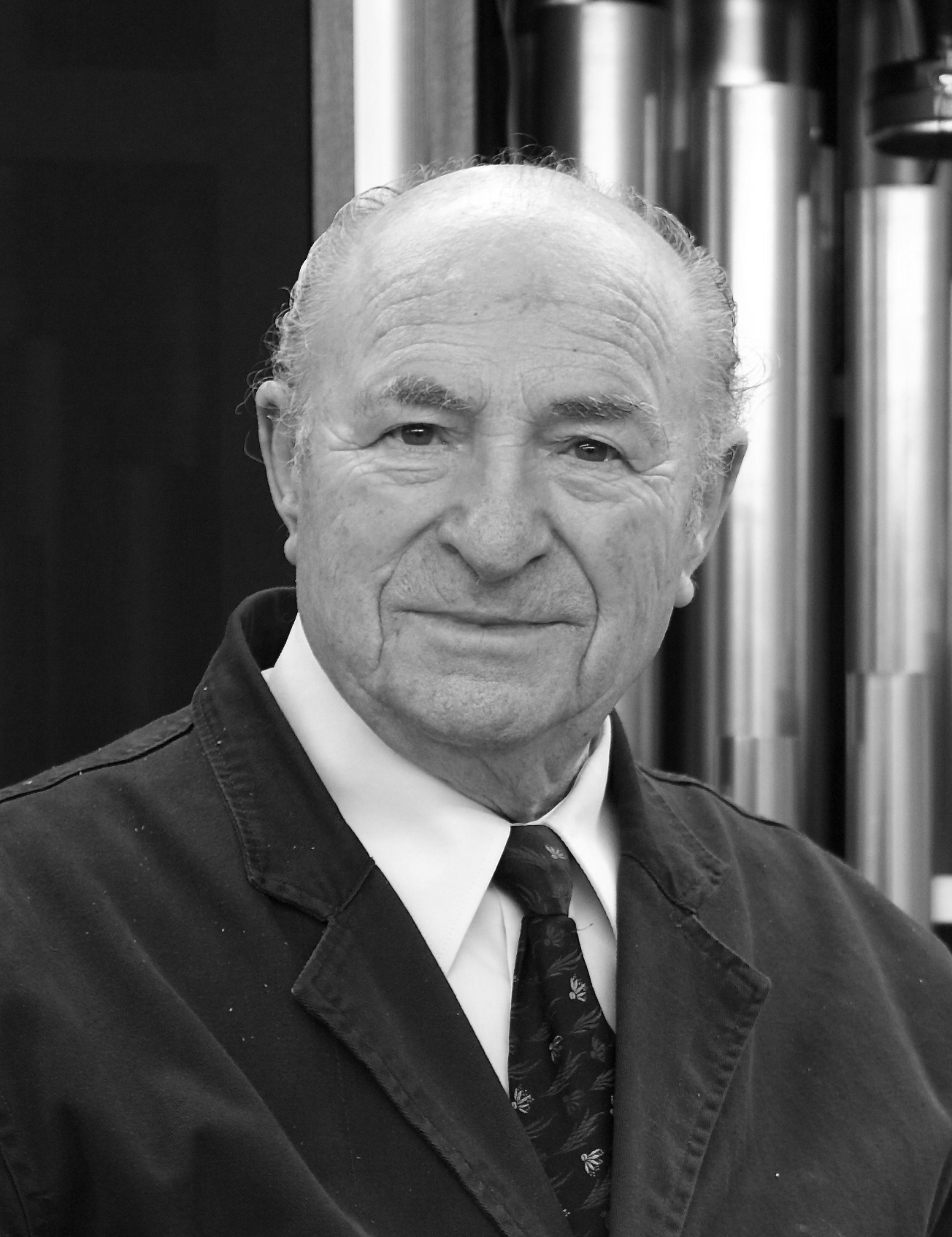
Ewald Kienle, 2008

Ewald Kienle (* 21. Dezember 1928 in Nußdorf bei Ludwigsburg, heute ein Teil von Eberdingen; † 1. Februar 2021 in Ditzingen-Heimerdingen) war ein deutscher Erfinder und Unternehmer. Er entwickelte und produzierte elektronische Kirchenorgeln.

## Leben und Werk
Kienle wurde als Sohn eines Dorfschmieds und dessen sizilianischer Ehefrau geboren. Im Alter von 15 Jahren wurde er von der Schulbank weg zum Flugzeughersteller Messerschmitt beordert, um dort Flugzeugbau zu erlernen. Nach Kriegsende 1945 beschäftigte er sich mit der Verbesserung und Reparatur von Radiogeräten und ersten Fernsehgeräten und begann schließlich mit der Entwicklung eigener elektronischer Sakralorgeln.
Ab 1970 produzierte Ewald Kienle in Heimerdingen (jetzt Ortsteil der Stadt Ditzingen) eigene analoge Sakralorgeln (Kienle T-Modell), denen 1971 von der Physikalisch-Technischen Bundesanstalt ein lebendiger Klang bescheinigt wurde. Dazu begann Ewald Kienle mit Resonatorenröhren zu experimentieren, um die Lautsprecherbeschallung zu verbessern, und stellte schließlich 1980 in der Katholischen Kirche St. Rochus in Bonn-Duisdorf die erste analoge Sakralorgel mit Resonatoren auf (Orgel nicht erhalten).
Ab 1980 beschäftigte sich Ewald Kienle mit der Entwicklung von digitalen Sakralorgeln. 1985 wurde die europaweit erste digitale Sakralorgel (Modell Kienle PK II) in Form einer erhobenen Hand im Plenarsaal des Europapalasts in Straßburg temporär aufgestellt und mit einem Bach-Konzert eingeweiht (Orgel nicht erhalten).
1990 begann Ewald Kienle mit Forschungen zur Verwendung von Original-Orgelpfeifen ohne Kern als Resonatoren („Pfeifenresonatoren“). Sie werden seither, teils ergänzt von Resonatorenröhren, für die nach ihm benannte Kienle-Klangabstrahlung bei Digital-Orgeln jeglicher Art eingesetzt.

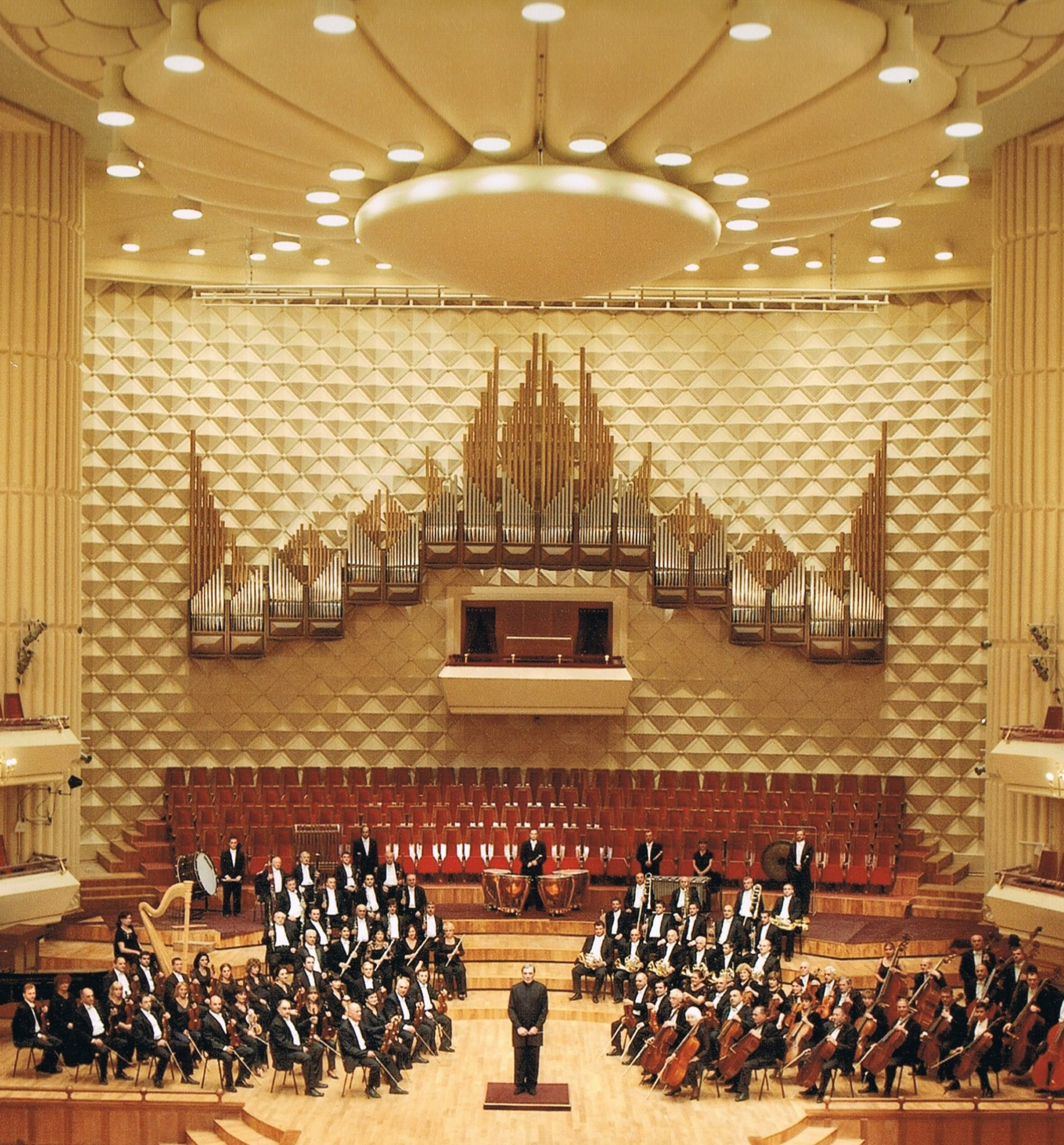
Kienle-Orgel im Centre for Music and Culture in Georgien

Ab 1970 erwarb Ewald Kienle mehrere Patente, zuerst auf dem Gebiet der Orgeln mit vollelektronischer (analoger) Tonerzeugung. Weitere seiner Erfindungen führten dazu, dass die technisch aufwändige Luftstrom-Klanganregung von Orgelpfeifen durch eine einfacher ausführbare, zugleich aber frequenzreichere Lautsprecher-Klanganregung ersetzt werden konnte. Dies führte neben Klangneuerungen zu einer erheblichen Reduzierung der Herstellungskosten im Vergleich zu einer traditionell gebauten Pfeifenorgel.
Ewald Kienle stellte in rund 50 Jahren weltweit mehr als 3.000 Orgeln auf. Die Instrumente stehen in Europa sowie in Südafrika, Peru und Russland. 2010 entstand die größte Orgel mit der Kienle-Klangabstrahlung im Konzertsaal des neu gestalteten Tbilisi Centre im georgischen Tiflis. Die Anlage besteht nach Angaben der Herstellerfirma aus nur etwa 600 Resonatoren, hätte aber auch mit halb so vielen Resonatoren ausgeführt werden können, wenn dies aus optischen und/oder Kostengründen gewünscht worden wäre.
2011 gab Ewald Kienle seine als Ewald Kienle e.K. geführte Einzelkaufmannsfirma altershalber auf. Sein Lebenswerk fand unmittelbare Fortführung durch die neugegründete Firma Kienle Orgeln GmbH mit Sitz in Heimerdingen. 2022 wurden die Produktion und der Vertrieb der Kienle-Klangabstrahlungssysteme an die niederländische Firma Content übergeben und die Kienle Orgeln GmbH liquidiert.

## Sonstiges
Ewald Kienle war seit 8. November 1953 Diakon, seit 2. Juni 1954 Priester der Neuapostolischen Kirche in Heimerdingen. In seinem Haus in der Stiegelgasse befand sich von 1957 bis zur Einweihung der Kirche auf der Hohen Warte die Versammlungsstätte der Gemeinde. Am 23. Juli 1958 wurde Kienle als Vorsteher für die Gemeinden Heimerdingen und Weissach eingesetzt.